# Adalberts Bubenko
Adalberts Bubenko, född 16 januari 1910 i Mõisaküla, död 7 juli 1983 i Toronto i Kanada, var en lettisk friidrottare.
Bubenko blev olympisk bronsmedaljör på 50 kilometer gång vid sommarspelen 1936 i Berlin.